# Rhagonycha nigriventris
Rhagonycha nigriventris (лат.) — вид жуков-мягкотелок.

## Описание
Длина тела взрослых насекомых (имаго) 5—6 мм. Обычно все края переднеспинки жёлто-рыжие. Основания бёдер черноватые.

## Экология
Обитает в хвойных (еловых и сосновых), смешанных и широколиственных лесах. Имаго — хищники, активны с начала мая до начала июля. Личинки обитают в почве, ведут ночной образ жизни. Окукливание происходит весной.

## Распространение
Встречаются по всей Европе, Казахстане и Монголии.